# Trichonta illaetabilis
Trichonta illaetabilis är en tvåvingeart som beskrevs av Frederick Askew Skuse 1888. Trichonta illaetabilis ingår i släktet Trichonta och familjen svampmyggor. Inga underarter finns listade i Catalogue of Life.